# Тарасовка (Гомельская область)
Тара́совка (бел. Тарасаўка) — деревня в составе Радужского сельсовета Ветковского района Гомельской области Белоруссии.
До 2013 года деревня находилась в районном подчинении.

## География

### Расположение
В 6 км на юго-восток от Ветки, 28 км от Гомеля, 16 км от железнодорожной станции Добруш (на линии Гомель — Вышков).

### Гидрография
На юге и востоке мелиоративные каналы.

## Транспортная сеть
Транспортные связи по просёлочной и потом автодороге Добруш — Ветка. Планировка состоит из прямолинейной, почти широтной улицы, которая на востоке и западе отклоняется на север. Параллельно главной на севере проходит короткая прямолинейная улица. Застройка двусторонняя, деревянная, усадебного типа.

## Этимология
Название Тарасовка образовано суффиксальным способом: Тарас- + -овк(а) или Тарасов- + -к(а). См. Малая Тарасовка.
Ма́лая Тара́совка, ж. Посёлок в Ветковском районе, указанный в справочнике Е. Н. Рапановича «Слоўнік назваў населеных пунктаў Гомельскай вобласці» (Мінск: Навука і тэхніка, 1986, с. 106). В статистических изданиях начала XX века не указывается. Сформировался как выселки из деревни Тарасовка (см. Тарасовка).

## История

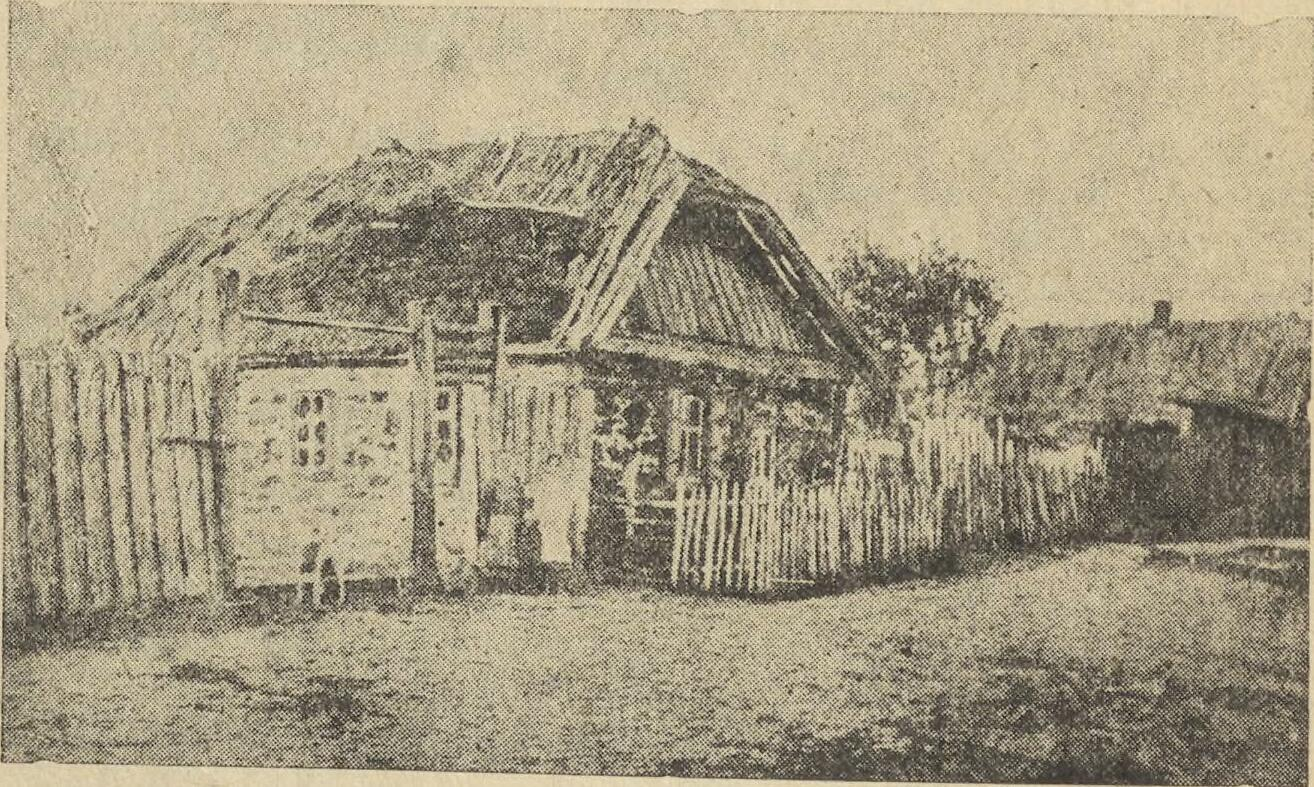
Хата, построенная из плит болотной руды

Польские источники конца XIX века указывают, что слобода Тарасовка Ветковской гмины Гомельского уезда была основана староверами в конце XVII века.
По письменным источникам известна с начала XVIII века, как слобода Речицкого повета Минского воеводства Великого княжества Литовского. После 1-го раздела Речи Посполитой (1772 год) в составе Российской империи. С 1775 года деревня находилась во владении фельдмаршала графа П. А. Румянцева-Задунайского. С 1834 года владение фельдмаршала графа И. Ф. Паскевича. В середине XIX века имелась староверческая часовня. В 1885 году действовал хлебозапасный магазин. Согласно переписи 1897 года располагались: 2 часовни, старообрядческий молитвенный дом, церковно-приходская школа, 2 хлебозапасных магазина, 3 ветряные мельницы. В 1909 году в Ветковской волости Гомельского уезда Могилёвской губернии; работала мельница.
В 1926 году работали лавка, отделение связи, начальная школа. С 8 декабря 1926 года по 16 июля 1954 года центр Тарасовского сельсовета Ветковского района Гомельского округа (до 26 июля 1930 года), с 20 февраля 1938 года Гомельской области. В 1929 году создан колхоз «Решительный», работала кузница. Во время Великой Отечественной войны в сентябре 1943 года оккупанты сожгли 198 дворов, убили 2 жителей. В боях за деревню погибли 408 советских солдат
(похоронены в братской могиле в центре деревни). Освобождена 28 сентября 1943 года. На фронтах погибли 157 жителей. 
16 июля 1954 года к Калининскому сельсовету присоединена территория упразднённых Рудня-Споницкого и Тарасовского сельсоветов, центр сельсовета перенесен в деревню Тарасовка.
В 1959 году в составе совхоза «Ветковский» (центр — город Ветка). 
Размещались 9-летняя школа, детский сад, клуб, библиотека, фельдшерско-акушерский пункт, отделение связи, магазин.

## Население

### Численность
- 2004 год — 40 хозяйств, 87 жителей.

### Динамика
- 1885 год — 121 двор, 683 жителя.
- 1897 год — 175 дворов, 852 жителя (согласно переписи).
- 1909 год — 182 двора, 920 жителей.
- 1926 год — 219 дворов, 1235 жителей.
- 1959 год — 585 жителей (согласно переписи).
- 2004 год — 40 хозяйств, 87 жителей.

## Достопримечательность
- Братская могила (1943) —  Историко-культурная ценность Республики Беларусь, шифр 313Д000181